# La signora in rosa
La signora in rosa, o Ritratto di Olivia de Subercaseaux Concha, è un dipinto di Giovanni Boldini del 1916, conservato al Museo Giovanni Boldini di Ferrara, in seguito all'acquisto di un corpus di opere d'arte della collezione di Emilia Cardona, vedova dell'artista, nel 1974.

## Storia
Emilia Cardona affermò che la tela rappresentava Olivia de Subercaseaux Concha, nipote di Emiliana Concha de Ossa, che faceva parte della famiglia cilena di cui il pittore era dal 1887 il ritrattista preferito. L'identità è stata confermata dal figlio di Olivia, Mariano de Fontecilla de Santiago Concha, che visionò il quadro in occasione di una mostra su Boldini allestita a Firenze nel 2013.  Emiliana Concha de Ossa aveva posato nel 1888 per il celebre Pastello bianco (Ritratto di Emiliana Concha de Ossa). Pare che l'artista abbia rifiutato di consegnare il dipinto ai committenti, volendo tenerlo per sé, cosa che diede adito a una causa legale che si risolse solo allorché Boldini accettò di realizzare un ulteriore ritratto della donna. L'opera era in possesso dell'artista al momento della sua morte nel 1931, e da allora è stata esposta come Ritratto di Olivia de Subercaseaux Concha o di Olivia Concha de Fontecilla.

## Analisi
Questa tela è considerata tra le creazioni più riuscite della tarda maturità di Boldini, come esermpio di come si era evoluto lo stile dell'artista che, nei suoi ultimi anni di attività, si era fatto più audace e i suoi colori più vivaci, in grado di rendere tutti i riflessi dei preziosi tessuti degli abiti grazie a large e vigorose pennellate, con le sue modelle ritratte in atteggiamenti eleganti ma disinvolti, cosa che fa apparire i suoi quadri decisamente moderni per l'epoca.